# Chorleywood West
Chorleywood West – dzielnica w Chorleywood, w Anglii, w Hertfordshire, w dystrykcie Three Rivers. W 2011 dzielnica liczyła 5567 mieszkańców.